# Rheumaptera abraxidia
Rheumaptera abraxidia là một loài bướm đêm trong họ Geometridae.